# Matteo Soragna
Matteo Soragna (Mântua, 26 de dezembro de 1975) é um basquetebolista profissional italiano que atualmente joga pelo Orlandina Basket na Liga Italiana de Basquetebol.
Possui 1,96 m e 100 kg, atua na posição Ala. Defendendo a Seleção Italiana de Basquetebol conquistou a Medalha de Ouro nos Jogos Olímpicos de Verão de 2004 em Atenas e a Medalha de Bronze no EuroBasket 2003 na Suécia.